# Devourment
Devourment är ett brutal death metal-band bildat 1995 i Dallas, Texas, USA.

## Medlemmar
Nuvarande medlemmar
- Brad Fincher – trummor (1995–1999, 2001, 2014– )
- Ruben Rosas – sång (1999, 2002, 2014– ), gitarr (2005–2014)
- Chris Andrews – basgitarr (2005–2014), gitarr (2014– )
- Dave Spencer – basgitarr (2014– )

Tidigare medlemmar
- D. Braxton Henry – gitarr (1995, 2001)
- Wayne Knupp – sång (1995–1999, 2001; död 2007)
- Kevin Clark – gitarr (1996–1999, 2001, 2002, 2016–?)
- Brian "Brain" Wynn – gitarr (1996–1999)
- Mike Majewski – basgitarr (1997–1999, 2001), sång (2005–2014)
- Gabriel Ayala – basgitarr (2002)
- Joseph Fontenot – basgitarr (2002)
- Jeremy Peterson – trummor (2002)
- Chris Hutto – gitarr (2002)
- Robert Moore – gitarr (2002)
- Eric Park – trummor (2005–2014)

## Diskografi
Demo
- Impaled (1997)
- Promo 1997 (1997)
- Promo 1999 (1999)

Studioalbum
- Molesting the Decapitated (1999)
- Butcher the Weak (2005)
- Unleash the Carnivore (2011)
- Conceived in Sewage (2013)
- Obscene Majesty (2019)

Singlar
- "Kill That Fucking Bitch" (2002)
- "Fifty Ton War Machine" (2013)

Samlingsalbum
- 1.3.8. (2000)

Video
- Official DVD (2005)
- Official DVD 2.5 (2010)

Annat
- United States of Goregrind (2005) (delad album: Devourment / Negligent Collateral Collapse / Screaming Afterbirth / Corporal Raid)
- Limb Splitter (2006) (delad album: Sect of Execration / Devourment / Godless Truth / Sarcolytic)
- Purulent Devourments & Cannibalism (2010) (delad kassett: Devourment / Cannibe)